# بوكا (ايطاليا)
بوكا ( بيدمونتيس: بيكا، لومبارد: بوكا ) هي بلدية (بلدية) في مقاطعة نوفارا في المنطقة الإيطالية بيدمونت، وتقع على بعد حوالي 90 كيلومتر (56 ميل) شمال شرق تورينو وحوالي 30 كيلومتر (19 ميل) شمال غرب نوفارا.
تقع بوكا على حدود البلديات التالية: كافاليريو، كوريجيو، جريجناسكو، ماجيورا، براتو سيسيا، فالدوجيا.

## نصب
واحدة من أهم الكنائس في بوكا هي سانتواريو ديل سانتيسيمو كروسيفيسو، وهي أكبر كنيسة في بوكا كما توجد بعض الكنائس الأخرى في البلدة:
- كيزا باروكشيال
- كيزا ديلا مادونا ديلي غراتسي
- كيزا دي سان روكو
- كيزا ديلا مادونا نيفي (فراز، بارجيا).

بجانب الحرم توجد حديقة جبل فينيرا الطبيعية

## بوكا دوك
بلدية بوكا هي موطن لنبيذ دينومينزيوني دي أوريجين كونترولاتا (دوك) الذي يضم 15 هكتارًا (37 فدانًا) ينتج نبيذًا أحمر واحدًا. النبيذ عبارة عن مزيج من 45-70٪ نيببيولو، 20-40٪ فيسبولينا وما يصل إلى 20٪ من أوفا رارا (المعروف محليًا باسم بوناردا نوفارس)، يجب حصاد جميع أنواع العنب المخصصة لإنتاج نبيذ (دوك) القابل للتحلل لكي لا تزيد عن 9 أطنان / هكتار، وإلزاميّ أن يكون النبيذ معتّق في براميل لمدة عامين على الأقل مع عام إضافي آخر من التعتيق قبل طرحه للعامة، يجب أن يصل النبيذ النهائي إلى نسبة كحول لا تقل عن 12٪ حتى يتم تسميتها بوكا دوك. 

## روابط خارجية
- www.bocaitaly.com
- موقع بلدية بوكا

قالب:Province of Novara